# Caporettói áttörés
A caporettói áttörés hadműveletre (más néven XII. isonzói csatára) 1917. október 24. és november 19. között került sor a szövetséges Osztrák–Magyar Monarchia és a Német Birodalom, valamint Olaszország erői között. Az Osztrák–Magyar Monarchia és Németország csapatai Caporettónál áttörték az olasz frontvonalat és megindultak Olaszország belseje felé. Az I. piavei csatára 1917. november 12. és december 2. között került sor.

## Előzmények
A keleti fronton a Kerenszkij-offenzíva összeomlása után már nem kellett orosz támadástól tartani, így jelentős létszámú haderőt voltak képesek a központi hatalmak az olasz frontra szállítani. Az 1917. szeptember 12-én leállt XI. isonzói csata után a Monarchiának több mint egy hónapnyi felkészülési ideje volt egy átfogó, Olaszország elleni döntő támadás kivitelezéséhez. A támadásban német expedíciós erők is részt vettek. A támadást az Isonzó mentén, annak fölső folyásánál tervezték, így jelentős erőket csoportosítottak Bovec és Tolmin városa közé. A támadás vezetője Otto von Below német tábornok lett. Az Isonzó déli folyásán Svetozar Borojević foglalt helyet az 1. Isonzo-hadsereggel. Az Isonzó frontszakaszon október közepéig 44 hadosztályt és több mint 3540 löveget állítottak fel. Az áttörés központi helyének az addigi isonzói csaták egyik mellékhadszínterét, Caporetto környékét, Caporetto völgyét választották, melyen keresztül a Pó-síkságra könnyen be tudtak nyomulni. Caporetto térségében nem az olasz főerő, csupán egy-két, addig csatában részt nem vett hadosztály tartózkodott, a terepviszonyok kedveztek a gyors előrenyomulásnak, és Caporettónál az Isonzó mentén gyenge volt az olasz frontvonal védelmi rendszere.

## Taktika
A támadás nagymértékben különbözött az addigi isonzói csaták taktikai elképzeléseitől, új stratégiát vetettek be a központi hatalmak. A caporettói áttörésnél használt és megvalósított háborús taktika kidolgozója Oskar von Hutier volt, aki rohamcsapatokkal képzelte el a támadást, az ellenséges vonalak mögé beszivárogva. A rohamcsapatok egyik századát a későbbi második világháború egyik fő katonai stratégája, Erwin Rommel vezette. A rohamcsapatoknak el kellett foglalni a stratégiailag legfontosabbnak minősülő harctéri pontokat és állandó tűz alatt tartva az ellenséget be kellett várni az előrenyomuló főcsapatokat, akik könnyen elsöpörték az előzőleg legyengített ellenséges haderőt. A beszivárgás célja az ellenséges vonalak mögé jutás volt, így elvágva a kommunikációt és a felderítés, visszavonulás lehetőségét.

## A csata
1917. október 24-én négyórás gáztüzérségi és egyórás gránáttűz alá vették a Caporettónál védekező 2. olasz hadsereget, akik a védekezés kilátástalanságát látva elmenekültek a frontvonalról. A nagy létszámban előrenyomuló monarchiabeli és német csapatok feszített, gyors tempóban haladtak előre, elkezdve az olasz frontszakasz bekerítését. Luigi Cadorna a bekerítés előtti utolsó pillanatban, október 27-én rendelte el az olasz csapatok visszavonulását a teljes isonzói frontszakaszon. A visszavonuló olasz csapatok a Tagliamentónál készültek fel a védekezésre, de az előrenyomuló monarchiabeli és német csapatokat itt sem tudták megállítani.

## Az I. piavei csata
Az  Osztrák–Magyar Monarchia csapatainak az előrenyomulása a Piave vonaláig tartott, itt november 10-én már eredményesen védekeztek az olasz és más antant csapatok, akik az olasz front összeomlását látva érkeztek a térségbe. November 12-én a 11. osztrák-magyar hadsereg, miután az olaszok által feladott Asiagóba bevonult, ismét mozgásba hozta a támadást, az olasz és az antant csapatok bekerítését célozták meg az új hadműveletek. Az új olasz főparancsnok, Armando Diaz azonban 5 angol és 6 francia hadosztályt irányított át Trienttől délkeletre, Asiago–Bassano térségébe, ezáltal megállította a Piave felső folyásánál a központi hatalmak támadását. A Brenta és a Piave közti Grappa hegységben indított újabb áttörési kísérleteket az olasz hadvezetés már könnyedén verte vissza. A dél-tiroli, a Piave felső folyásánál történő támadásokat a központi hatalmak 1917. december 2-án leállították, és megkezdték a Piavénél egy védelmi frontvonal kiépítését.

## Olasz veszteségek
Olaszország hadbalépése óta a legnagyobb veszteségét könyvelhette el a caporettói áttörés következtében. 40 000 halott és 20 000 sebesült mellett 300 000-en estek fogságba. 350 000 katona rendezetlenül vonult vissza, 50 000 katona dezertált. Az olasz tüzérség fele, 3150 löveg maradt vissza az Isonzónál, 3000 gépfegyver és 300 000 puska volt a veszteség. A vereség olyannyira nagyméretű volt, hogy a teljes olasz hadsereget újjá kellett szervezni.

## Eredmények
A Monarchia és Németország a tervezett caporettói támadás célját elérte, sőt túl is teljesítette,  az olasz hadsereg gyakorlatilag megsemmisült, a Monarchia elfoglalta csaknem egész Veneto tartományt, 100 km-re megközelítette Velencét. A döntő győzelmüket azonban nem tudták kihasználni: a tél beállta, antant segédcsapatok érkezése, és az utánpótlási nehézségek miatt a további támadást le kellett állítani, védekezésre kellett felkészülni. A tél folyamán jelentős német erőket vontak el az olasz  frontvonalról, így a következő évben tervezett végső támadás végrehajtása és kivitelezése kétségesnek mutatkozott.
Olaszország haderejének megsemmisülése után az antant hatalmak egy Legfelsőbb Haditanácsot hoztak létre Olaszországban, melynek tagjai Olaszország mellett Franciaország és Nagy-Britannia lett. A Legfelsőbb Haditanács irányította ezentúl az egyesített olasz-antant haderőt, így megfosztva Olaszországot az önálló katonai akciók lehetőségétől. A vereség miatt Luigi Cadorna lemondott a főparancsnoki tisztségről és helyét Armando Diaznak és Pietro Badogliónak adta át.

## Az olasz hadsereg állapota a caporettói áttörés után
Az összeomló olasz frontvonal arra késztette az olasz hadvezetést, hogy a teljes olasz hadsereget vonja vissza az Isonzó mellől. A visszavonuló olasz csapatokban olyan mélyre süllyedt a háborús morál, hogy fegyvereiket eldobálva, a hadsereg szervezett erejét elhagyva, lakóhelyükre szerettek volna visszatérni. A 870 000 megmaradt olasz katona közül több mint 210 000-et katonai bíróság elé állítottak és különböző büntetéseket szabtak ki rájuk, 15 000 katonát ítéltek életfogytiglani börtönbüntetésre, 4000 dezertőr katonát kivégeztek. Olyan híresztelések is elterjedtek a hadseregben, hogy egyes hadosztályoknál decimálásokat (tizedelést) hajtottak végre, csakúgy mint az ókori Róma idején. A terror és a büntetések azonban nem vezettek eredményre, így az olasz kormány a további katonáskodásért a háború utánra földosztást és szociális segélyt ígért a hadseregben továbbharcolóknak. A világháború után a kormány a földosztást megtagadta, és segélyt sem folyósított a veteránoknak.

## Érdekességek
- A „Caporetto” szó az 1922-es évtől új jelentést nyert, mivel az olasz általános sztrájk elbukását  Mussolini „Az olasz szocializmus Caporettója”-ként nevezte.
- A caporettói áttörés véres küzdelmeiről olvashatunk Ernest Hemingway: Búcsú a fegyverektől című regényében. A csata leírása olyan pontos volt, hogy az olaszok úgy vélték, hogy az író is ott harcolt a helyszínen. Valójában a caporettói áttörés idején Hemingway Kansas Cityben dolgozott riporterként.[2]